# Веслування на байдарках і каное

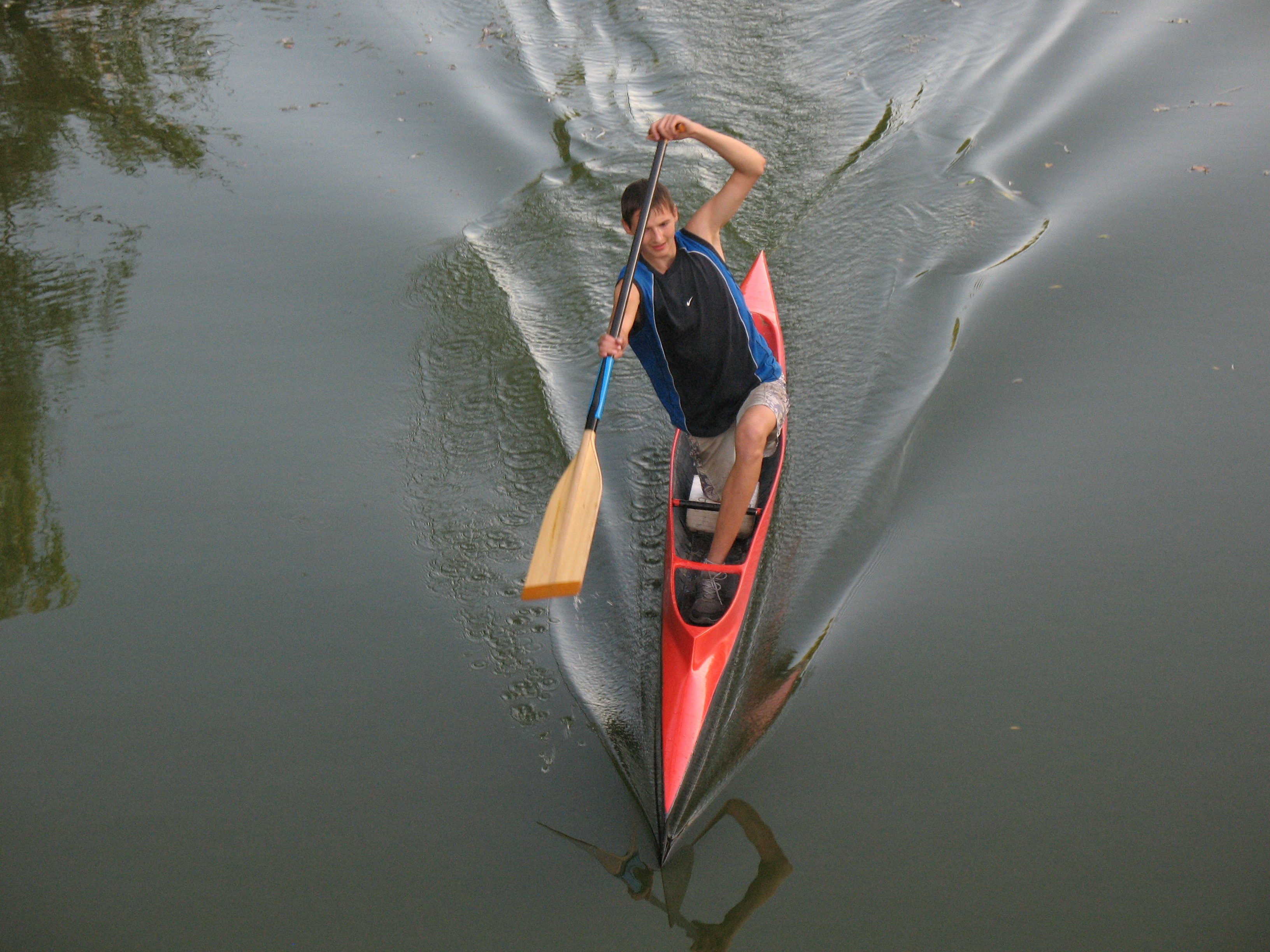
Веслування на каное-одиночці

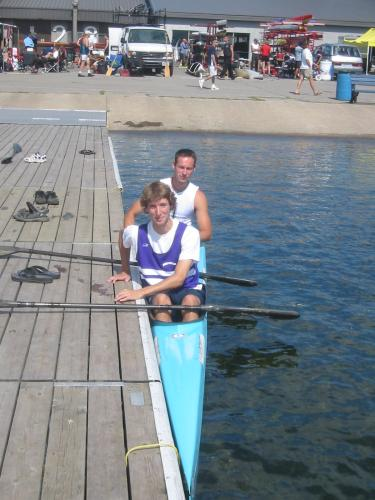
Веслування на байдарці-двійці

Веслування на байдарках і каное — веслувальний вид спорту, в якому використовуються човни двох типів: байдарки та каное. Є олімпійським видом спорту з 1936 року (вперше був представлений на Олімпійських іграх 1924 року як неофіційний вид). Крім власне веслування на байдарках та каное (або веслування на «гладкій воді»), є багато інших дисциплін, які використовують ці типи човнів. З їх числа в олімпійську програму включений тільки веслувальний слалом.
Міжнародні змагання з веслування на байдарках та каное проводиться під егідою Міжнародної федерації каное (ICF). В Україні її представником є Федерація каное України, що є правонаступницею Федерації України з веслування на байдарках та каное.

## Історія
Як вид спорту веслування зародилось в кінці 18 сторіччя. В цей час з'явились клуби заміського відпочинку на воді, котрі організовували туристичні подорожі на човнах, а пізніше і змагання на швидкість. Вже у 1920-ті роки почали активно проводитись неофіційні змагання на байдарках і каное.
У 1924 році в Копенгагені було засновано Міжнародне представництво каное — IRK (Internationale Repräsentantenschaft Kanusport), яке зайнялось організацією міжнародних змагань з веслувального спорту. В 1993 році був проведений перший чемпіонат Європи в Празі, а в 1939 році — перший чемпіонат світу в місті Ваксхольм, Швеція. У 1936 році в Берліні змагання з веслування на байдарках і каное були включені в олімпійську програму. До програми увійшли змагання чоловічих екіпажів на одиночках та двійках.
Жіночі змагання були вперше проведені під час XIV Олімпійських ігор в 1948 році в Лондоні.
У 1946 році IRK було перейменовано в ICF — Міжнародну федерацію веслування на байдарках і каное. Станом на 2000 рік федерація об'єднує представників понад 150 країн світу.
Першу золоту медаль серед українських веслувальників на чемпіонаті Європи 1957 здобув Євген Яциненко. Українські спортсмени вибороли 18 золотих медалей на Олімпійських іграх, 81 золоту — на чемпіонатах світу і 38 золотих на чемпіонатах Європи.